# Creixen bord
El creixen bord o creixenera (Helosciadium nodiflorum), és una planta herbàcia de la família de les apiàcies, de fulles pinnaticompostes i de flors disposades en umbel·la.
Addicionalment pot rebre els noms d'agret, api bord, api d'aigua, api de síquia, creixen de bou, créixens, créixens bords, galassa i porro salvatge. També s'han recollit les variants lingüístiques àbit d'aigua, àbit de síquia, àpit bord, clenxot, créixec bord, créixem bord, créixem de bou, créixems, créixems bords, gallasa, gallassa, gréixols, gréixoms, gréixons, greixos i grénxol.